# 시오타 히토시
시오타 히토시(일본어: 塩田 仁史, 1981년 5월 28일 ~ )는 일본의 축구 선수이다.

## 구단 경력
그는 2004년부터 2021년까지 J리그의 FC 도쿄, 오미야 아르디자, 도치기 SC, 우라와 레즈에서 활동하였다.